# Avrankou
Avrankou es una comuna beninesa perteneciente al departamento de Ouémé.
En 2013 tiene 128 050 habitantes, de los cuales 20 326 viven en el arrondissement de Avrankou.
Se ubica en la periferia nororiental de Porto Novo. Su territorio es fronterizo con Nigeria.

## Subdivisiones
Comprende los siguientes arrondissements:
- Atchoukpa
- Avrankou
- Djomon
- Gbozounmè
- Kouty
- Ouanho
- Sado